# Szilassy Gyula (színművész)
Szilassy Gyula, született Brajka (Dés, 1905. október 16. – Budapest, 1986. szeptember 6.) magyar színész, színházi rendező. 

## Életpályája
A Színművészeti Akadémiát 1927-ben végezte el, majd pályáját a Magyar Színházban kezdte. 1928–1930 között Szegeden játszott. 1938–1944 között a budapesti Nemzeti Színház színésze, rendezője és játékmestere volt. 1942–1943 között a Magyar Világhíradók egyik bemondójaként dolgozott. 1945 után csak ritkán kapott szerződést. 1949-ben a Kis Színházban rendezett, 1964–1966 között és 1968–1969 között a Thália Színházban kapott kisebb szerepeket. Rendszeresen szerepelt a rádióban is. Jellemszerepeket alakított.

## Főbb szerepei
- Deval: Az ifjú pásztor – Étienne
- Petőfi Sándor: Tigris és hiéna – Bial
- William Shakespeare: II. Richárd – Bagot

### Filmszerepe
- Honvédek előre (1941)
- Falusi idill (1963)

### Szinkronszerepe
| Év   | Cím                | Szereplő                             | Színész               | Szinkron év |
| ---- | ------------------ | ------------------------------------ | --------------------- | ----------- |
| 1952 | Széttört bilincsek | Nikolaj Gregorjevics Cserniszevszkij | Vlagyimir Csesztnokov | 1952        |

## Főbb rendezései
- Järviluoma: Északiak
- Molter Károly: Örökmozgó
- Gabányi Árpád: Apósok